# Moderationszyklus
Der Moderationszyklus ist das Meta-Prozessmodell der Businessmoderation, er dient der Strukturierung von Moderationsprozessen zur Gestaltung von Besprechungen und Workshops, Großgruppenmoderation und Online-Moderation. Der Moderationszyklus – auch Six Steps genannt – wurde von dem deutschen Pädagogen und Moderationsexperten Josef W. Seifert Ende der 1980er Jahre entwickelt.

## Zyklus
Das Modell sieht sechs logisch aufeinander aufbauende Arbeitsphasen vor:
- Phase 1: Das sogenannte Einsteigen dient dazu, die Teilnehmer ankommen zu lassen, Orientierung zu geben, Ziele zu definieren und alles zu tun, was der Gruppe hilft, arbeitsfähig zu werden.

- Phase 2: In der mit Sammeln bezeichneten zweiten Phase geht es darum, all die Themen zusammenzutragen, die zur Bearbeitung anstehen. Dazu kann sowohl die klassische Kartenabfrage genutzt werden, als auch ein World-Café oder jede andere Methodik, die es der Gruppe ermöglicht einen vollständigen Überblick über das zu bearbeitende Themenspektrum zu erhalten.

- Phase 3: Die dritte Phase Auswählen dient der Gruppe der Entscheidungsfindung zur Gewichtung der Themen. Mögliche Fragen dazu sind: Was muss bearbeitet werden? Welche Themen sind aus Sicht der Teilnehmer besonders wichtig? Wo können am schnellsten Erfolge erzielt werden? Letztlich geht es darum gemeinsam festzulegen, in welcher Reihenfolge vorgegangen werden soll.

- Phase 4: Das Bearbeiten ist die Kernphase des Arbeitsprozesses. Jetzt werden die gesammelten und abgestimmten Themen bearbeitet. Dazu dienen in aller Regel Miniworkshops, wie sie beispielsweise auch in Open Space Sessions vorgesehen sind. Die Gruppen bearbeiten arbeitsteilig, selbstorganisiert die ausgewählten Themen.

- Phase 5: In der fünften Phase, dem sogenannten Planen, präsentieren sich die Arbeitsgruppen ihre Arbeitsergebnisse und die Gesamtgruppe plant, wie mit den einzelnen Vorschlägen weiter verfahren werden soll, um nachhaltige Ergebnisse zu erhalten. Es entsteht eine To-Do-Liste für die Umsetzung der Maßnahmen und Entscheidungen.

- Phase 6: Als letzte Phase ist das Abschließen der Moderation vorgesehen. Diese Phase dient der Bewertung der geleisteten Arbeit, der Reflexion des Gruppenprozesses und der Umsetzungsorientierung sowie letztlich der Verabschiedung der Teilnehmer.

Nicht zwingend gegeben ist eine 7. Phase, die Nachbereitung.